# (1189) Terentia
(1189) Terentia ist ein Asteroid des Hauptgürtels, der am 17. September 1930 vom russischen Astronomen Grigori Nikolajewitsch Neuimin in Simejis entdeckt wurde.
Benannt ist der Asteroid nach L. I. Terentiewa, einer russischen Astronomin und Bahnberechnerin.